# Tendre Bonheur
 (mars 2022).
Si vous disposez d'ouvrages ou d'articles de référence ou si vous connaissez des sites web de qualité traitant du thème abordé ici, merci de compléter l'article en donnant les références utiles à sa vérifiabilité et en les liant à la section « Notes et références ».
Pour plus de détails, voir Fiche technique et Distribution.
Tendre Bonheur (titre original : Tender Mercies) est un film américain dramatique réalisé par Bruce Beresford. Le scénario de Horton Foote est concentré sur Mac Sledge, un chanteur de musique country alcoolique en reconversion qui cherche à recentrer sa vie à travers la relation qu’il entretien avec une jeune veuve et son fils vivant dans une région rurale du Texas. Robert Duvall joue le rôle de Mac et le casting secondaire comprend : Tess Harper, Betty Buckley, Wilford Brimley, Ellen Barkin and Allan Hubbard.
Financé par EMI Films, Tendre Bonheur a été tourné en grande partie à Waxahachie, Texas. Le scénario a été plusieurs fois rejeté par plusieurs réalisateurs américains avant que l’australien Beresford l’ait accepté. Duvall, qui a chanté lui-même les chansons dans le film, a parcouru plus de 600 miles (966 km) à travers les États-Unis pour entendre les accents d’enregistrements sur bandes et locaux de groupes de musique country afin de se préparer au rôle. Duvall et Beresford se sont maintes et maintes fois disputés à cause de gros désaccords au point de les inciter à quitter le plateau, les faisant même penser à quitter le film.
La conversion de Mac Sledge au christianisme permit un tournant important, le thème du film inclut l’importance d’une famille aimante et la possibilité de la rédemption spirituelle face à la mort physique. Après les faibles résultats des examens, le distributeur Universal Pictures fait peu d’effort pour faire connaître « Tendre Bonheur ».
Le film est sorti le 4 mars 1983 dans un nombre limité de salles de cinéma. Bien qu’infructueux au box-office, il a été acclamé et a été nommé dans 5 catégories aux Oscars de 1983 dont une était : « le meilleur film ». Tendre Bonheur a remporté des oscars dont un pour le scénario le plus original (Foote) et un pour le meilleur acteur (Duvall) en 1983.

## Synopsis
Mac Sledge (Robert Duvall), un fichu, chanteur de country alcoolique, se réveille dans un motel du Texas délabré après une nuit de forte consommation d'alcool. Il rencontre la propriétaire, une jeune veuve nommée Rosa Lee (Tess Harper), et propose de travailler en échange d'une chambre. Rosa Lee, dont le mari a été tué durant la guerre du Viêt Nam, élève son jeune fils Sonny (Allan Hubbard) seul. Elle accepte la proposition de Mac sous la condition qu'il ne boive pas pendant le travail. Mac et Rosa commencent à développer des sentiments l’un pour l'autre, surtout pendant les soirées qu’ils passent tranquillement assis en partageant des expériences, des histoires sur leur vie…
Mac décide de renoncer à l'alcool et de commencer une nouvelle vie. Rosa et Mac se marièrent. Ils commencent à fréquenter une église baptiste régulièrement. Un jour, un journaliste rend visite à Mac et lui demande s'il a cessé d'enregistrer de la musique et a choisi une vie anonyme. Mac refuse de répondre, donc le journaliste explique qu'il écrit une histoire sur ce dernier. Le journaliste a déjà interrogé l’ex-femme de Mac, Dixie Scott (Betty Buckley), une star de la musique country qui donne des concerts à proximité.
Le journaliste publie son interview. Le quartier apprend des éléments du passé de Mac, les membres d'une section locale de country band lui rendent visite pour lui prouver leur respect. Bien qu'il les salue poliment, Mac reste réticent à s'ouvrir sur son passé. Plus tard, il assiste secrètement au concert de Dixie. Elle chante avec passion plusieurs chansons que Mac a écrites quelques années plus tôt. En backstage, il parle au directeur de Dixie, son vieil ami Harry (Wilford Brimley). Mac lui donne une copie d'une nouvelle chanson qu'il a écrite et lui demande de la montrer à Dixie. Mac essaye de parler à Dixie, mais elle se met en colère en le voyant et l'avertit de rester loin de leur fille de 18 ans, Sue Anne (Ellen Barkin).
Mac retourne à la maison voir sa femme jalouse, Lee Rosa et lui assure qu'il n'a plus de sentiments pour Dixie, qu'il décrit comme un « poison » pour lui. Plus tard, Harry rend visite à Mac pour lui dire, qu’apparemment Dixie dit que le business de la musique country a changé et que la nouvelle chanson de Mac n'est plus aux goûts du jour. Blessé et en colère, Mac prend la voiture pour se changer les idées et manque de peu d’abîmer sa voiture. Il achète une bouteille de whisky, mais, en rentrant à la maison voyant Rosa et Sonny inquiets, il la vida. Il admet qu'il a essayé à plusieurs reprises de quitter Rosa, mais a conclu qu'il ne pouvait pas. Quelque temps plus tard, Mac et Sonny sont baptisés ensemble à l'église que fréquente Rosa.
Finalement, Sue Anne rend visite à Mac, c’est leur première rencontre depuis qu'elle est bébé. Mac lui demande si elle a reçu ses lettres. Sa mère ne les lui a pas laissé lire. Sue lui dit aussi que Dixie a essayé de l'empêcher de voir Mac et qu'elle projette de s’enfuir avec son petit ami, malgré les objections de sa mère. Mac admet qu'il a déjà frappé Dixie et qu'elle a demandé le divorce après qu’il a tenté de la tuer dans une rage ivre. Sue se demande si Mac se souvient d'une chanson qui parle d’une colombe, qu’il a chanté pour elle quand elle était bébé. Il affirme que non alors qu’après le départ de sa fille, il commence à chanter « Sur les ailes d’une colombe ». 
Pour un évènement spécial, les membres du groupe de country locale demandent à Mac de jouer avec eux, il accepte. Mac commence à jouer avec eux, plus tard, le groupe lui propose d’enregistrer avec eux. Sa joie s’interrompt assez vite quand il a appris que sa fille est morte dans un accident de voiture. Mac assiste aux funérailles de sa fille dans la somptueuse maison de Dixie à Nashville et la réconforte au moment où elle craque…
De retour à la maison, Mac tait sa douleur, mais se demande quel est le but de son existence, d'autre part, sa fille est morte… Tout au long de son deuil, Mac poursuit sa nouvelle vie avec Rosa et Sonny. Dans la scène finale, Sonny trouve un ballon de foot ayant appartenu à Mac. ll lui a laissé comme un cadeau. Mac regarde l'hôtel à partir d'un champ de l'autre côté de la route et commence à chanter « Sur les ailes d'une colombe ».

## Écriture
Selon certains, le dramaturge H. Foote, aurait pensé à abandonner l’écriture de films en raison de ce qu’il a considéré être une adaptation médiocre de sa pièce écrite en 1952, The Chase, dans un film du même titre tourné en 1966. Selon Foote, une bien meilleure adaptation en 1972 de sa pièce Tomorrow écrite en 1966, a ravivé son intérêt pour la production cinématographique sous la condition qu’il puisse maintenir, dans une certaine mesure, un contrôle sur le produit final. Foote dit de cette étape de sa carrière : « J'ai appris que le film doit être vraiment comme au théâtre, en ce sens que, au théâtre, l'écrivain est, bien sûr, très dominant... Si nous n'aimons pas quelque chose, nous pouvons parler à notre esprit... Il y a toujours un effort de collaboration... Mais à Hollywood il n'en fut rien. Un écrivain est en quelque sorte à louer, ce qui signifie que vous écrivez un script, mais il ne vous appartient pas, il leur appartient « . Ce regain d'intérêt pour le cinéma convaincu Foote d’écrire Tender Mercies, sa première œuvre écrite spécialement pour l'écran. De l'avis du biographe de George Barr Terry, le script reflétait « la détermination de Foote pour combattre un système Hollywoodien qui refuse généralement de faire des films personnels » .
L'histoire est inspirée en partie du neveu de Foote, qui a lutté pour réussir dans le business de la musique country. Foote a d'abord été intéressé par l'écriture d'un film basé sur les efforts de son neveu pour créer un groupe, qu'il considérait comme ses propres tentatives qu’il effectuait étant plus jeune afin de devenir acteur. Au cours de ses recherches, cependant, il a rencontré un musicien expérimenté qui avait offert d'aider le groupe de son neveu, et Foote s'est trouvé de plus en plus intéressés par une possible histoire sur lui, plutôt que de l’ensemble du groupe. Foote a déclaré : « Ce vieil homme était déjà passé par là. Comme je l'ai fait pour mon scénario, j’ai été très intéressé par ce type de personnage ». Le moment dans le film où une femme demande : « Avez-vous vraiment été Mac Sledge ? » et où Mac répond : « Oui madame, je crois que je l’ai été », a été fondée sur un échange que Foote a surpris entre une star n’étant plus sous le feu des projecteurs et d'un fan. Foote a déclaré que les pivots du film entier sont basés sur cette déclaration, qu'il croyait en dire long sur la personnalité de Mac et sur son ancien statut. 
Foote a basé la victoire sur l’alcoolisme de Sledge sur ses observations qu’il a faites sur des gens atteints de ces problèmes. Il a cherché à éviter une inclinaison mélodramatique sur l’alcoolisme. Foote décrit son protagoniste comme « un homme très mal dans sa peau, un homme étant affaibli... » Il a choisi le titre « Tendre Bonheur », qu’il a tiré du livre de psaumes (Bible Hébraïque), en rapport avec la relation de Mac et Rosa, qui dit-il ne cherche que « certains moments de douceur ou de répit, de grandeur ou de libertés ». Foote a cherché à rendre chaque personnages réaliste et imparfait, mais pas antipathique. Bien que le script ait transmis un fort message spirituel contenant un peu de religion, Foote a estimé qu'il était important d'équilibrer ces éléments religieux en mettant l'accent sur les défis pratiques de la vie quotidienne.
L'historien du cinéma Gary Edgerton a déclaré que le script de Tendre Bonheur « a catapulté Horton Foote dans la période la plus active de sa vie professionnelle ». Réalisateur et producteur Alan J. Pakula a contribué à définir ce film comme un film américain indépendant des années 1980 en initiant une tendance du cinéma personnelle qui est souvent vu au-delà des conventions d’Hollywood.

## Fiche technique
- Titre : Tendre bonheur
- Titre original : Tender Mercies
- Réalisation : Bruce Beresford
- Scénario : Horton Foote
- Musique : George Dreyfus
- Production : Philip Hobel et Mary-Ann Hobel
- Photographie : Russell Boyd
- Montage : William M. Anderson (en)
- Société de distribution : Universal Pictures
- Budget : 4,5 millions de dollars
- Pays de production :  États-Unis
- Format : couleur — stéréo
- Genre : drame
- Durée : 92 minutes
- Dates de sortie :
  - Canada, États-Unis : 4 mars 1983
  - France : 10 mai 1983 (Festival de Cannes)

## Distribution
- Robert Duvall : Mac Sledge
- Tess Harper : Rosa Lee
- Betty Buckley : Dixie
- Wilford Brimley : Harry
- Ellen Barkin : Sue Anne
- Allan Hubbard : Sonny
- Lenny von Dohlen : Robert
- Paul Gleason : Reporter
- Michael Crabtree : Lewis Menefee

## Distinctions
- Oscar du meilleur acteur pour Robert Duvall
- Oscar du meilleur scénario original pour Horton Foote